# سیارک ۲۰۳۰۵
سیارک ۲۰۳۰۵ (به انگلیسی: 20305 Feliciayen، نامگذاری:1998FU102) بیست هزار و سیصد و پنجمین سیارک کشف شده‌است که در ۳۱ مارس ۱۹۹۸ کشف شد.
قدر مطلق سیارک برابر ۱۲.۹ است.